# Spettroscopia riflettometrica per interferenza
La spettroscopia riflettometrica per interferenza (reflectometric interference spectroscopy  - RIfS) è una metodica fisica basata sulla interferenza in luce bianca che si osserva in corrispondenza di film sottili utilizzati per lo studio dell'interazione molecolare.

## Principio
Il principio di misura corrisponde a quello dell'interferometro di Michelson.

## Realizzazione

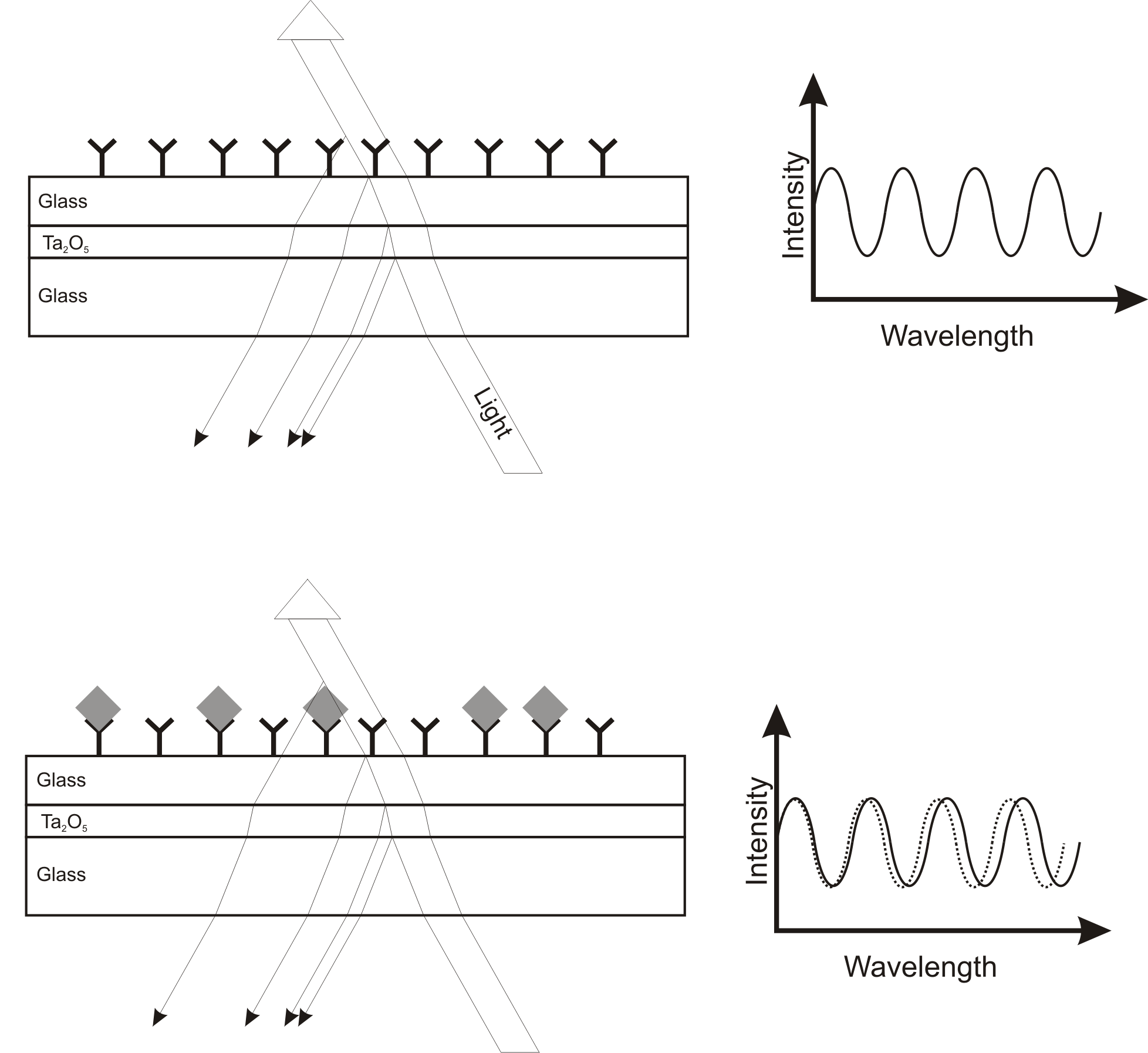
Sinistra: Diagramma dei raggi nel caso di riflessioni multiple all’interfaccia fra gli strati a differente indice di rifrazione.
Destra: figura di interferenza risultante

Luce bianca è diretta perpendicolarmente su una struttura a più strati costituita da uno strato di silice (SiO2), uno strato di pentossido di tantalio (Ta2O5) caratterizzato da un elevato indice di rifrazione e da un ulteriore strato di silice (che può essere chimicamente modificato). Ad ogni interfaccia i raggi incidenti sono in parte riflessi e in parte rifratti. I fasci emergenti dalla struttura a multistrato interferiscono fra di loro dando vita ad una figura di interferenza che è rivelata mediante uno spettrometro a diodi. Lo strato di silice più esterno viene modificato chimicamente in modo da permetterne una interazione con le molecole da misurare. L'interazione tra questo strato modificato, lo strato sensibile, e le molecole esterne provoca una variazione dello spessore d dello strato e una variazione dell'indice di rifrazione n, che inducono una variazione del cammino ottico (n • d) dei raggi luminosi.

La variazione del cammino ottico si traduce in una modulazione della figura di interferenza. La misura, anche in tempo reale, delle variazioni della figura di interferenza permette di analizzare e misurare l'interazione delle molecole con lo strato chimicamente modificato.

## Applicazione

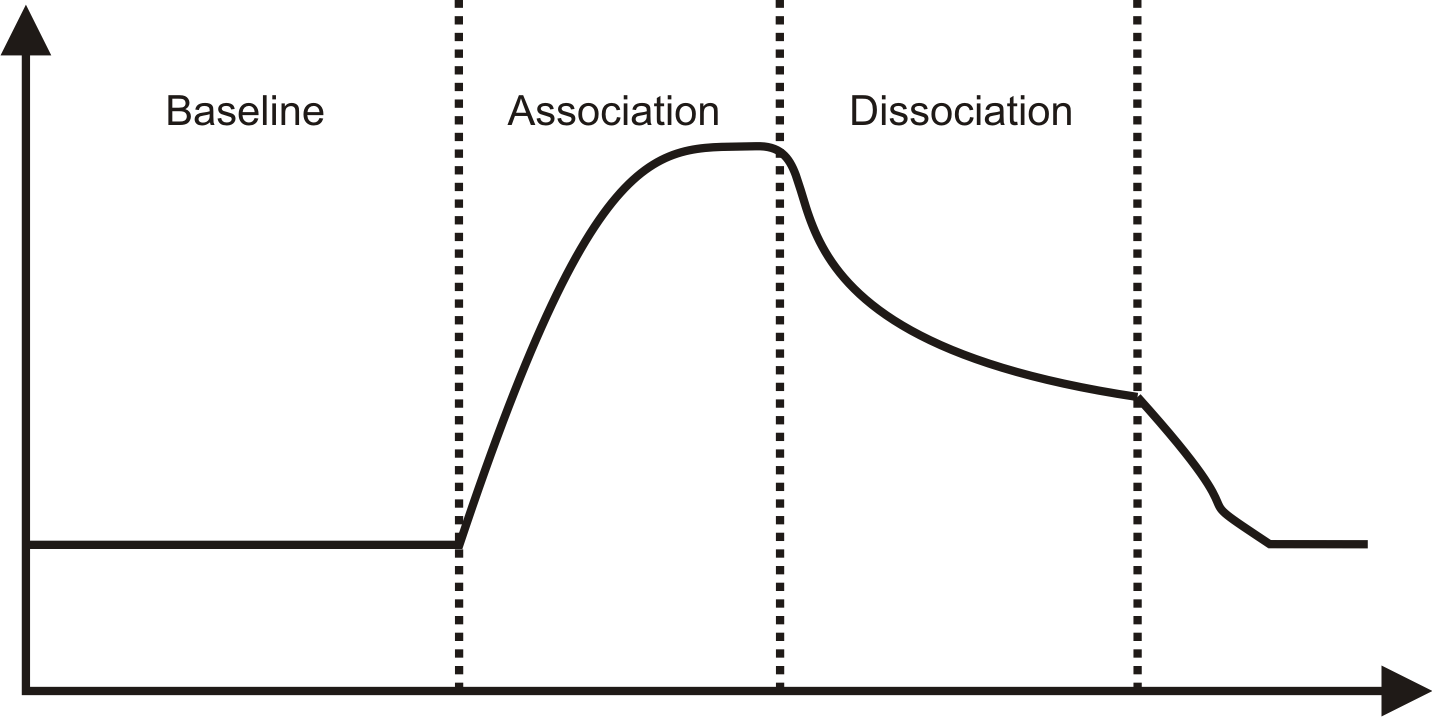
Tipico diagramma di una curva di legame

La spettroscopia riflettometrica per interferenza è utilizzata principalmente come metodo di rivelazione in sensori di parametri chimici e biochimici.
Nel caso dei sensori chimici, tale approccio è particolarmente utile per misure in condizioni ambientali difficili o per misure in fase gassosa. Come componenti dello strato sensibile che deve interagire con le molecole esterne, vengono principalmente utilizzati polimeri non chimicamente selettivi in grado di effettuare una selezione dei composti da misurare mediante una filtraggio dimensionale (i cosiddetti setacci molecolari tramite polimeri microporosi) oppure tramite polarità (ad esempio mediante l'utilizzo di polidimetilsilossani opportunamente funzionalizzati).
È chiaro che, nel caso di strati non selettivi, il segnale che viene misurato è la risultante del contributo di più specie chimiche, il che implica il ricorrere ad un'analisi dei dati multivariati per ottenere un risultato quantitativo, quale, ad esempio, l'analisi tramite reti neurali.
È possibile anche ricorrere a polimeri selettivi, i cosiddetti polimeri a stampo molecolare (molecular imprinted polymers - MIPs) che permettono un riconoscimento molecolare della specie analizzata.
Nel caso dei biosensori, vengono applicati sullo strato esterno polimeri quali polietilenglicoli o destrani e su questi vengono immobilizzati opportuni elementi di riconoscimento molecolare. Praticamente, qualunque molecola in grado di effettuare un riconoscimento molecolare può essere utilizzata: proteine quali gli anticorpi, sequenze di DNA/RNA come gli aptameri, piccole molecole organiche come l'estrone, e anche lipidi come membrane fosfolipidiche.
La RIfS, come la risonanza plasmonica superficiale (SPR), è una tecnica 'label-free', che permette l'osservazione risolta nel tempo di interazioni molecolari senza ricorrere all'utilizzo di marcatori fluorescenti o radioattivi.